# Girls Town (1959)
Girls Town is een Amerikaanse film uit 1959, geproduceerd door MGM. De hoofdrollen werden vertolkt door Mamie Van Doren, Mel Tormé en Ray Anthony. Met het nummer Lonely Boy uit de film had Paul Anka een nummer-1 hit in de Verenigde Staten.

## Verhaal
De film begint met de zestienjarige Silver, die probeert te ontkomen aan haar opdringerige vriend Chip. Chip valt tijdens de achtervolging in een ravijn en sterft. Daar Silver als enige op de plek van het ongeluk was, wordt ze aangezien voor de dader en naar een jeugdinrichting gestuurd. Deze inrichting, genaamd Girls Town, wordt gerund door nonnen.
In Girls Town deelt Silver een kamer met Serafina en twee andere vrouwen. Al gauw ontstaan er problemen en misverstanden. Probleemzoeker Fred ontdekt ondertussen dat Silver onschuldig is. Hij heeft Chip zien verongelukken vanaf een afstand en beseft dat het Silvers zus, Mary Lee, was die zich die avond daar bevond. Fred chanteert Mary Lee met deze informatie om zijn partner te worden in een paar gevaarlijke races.
Silver wint ondertussen het vertrouwen van een paar mede-gedetineerden en samen beramen ze een plan om Mary Lee te redden.

## Rolverdeling
| Acteur          | Personage       | Opmerkingen      |
| --------------- | --------------- | ---------------- |
| Mamie Van Doren | Silver Morgan   |                  |
| Mel Tormé       | Fred Alger      |                  |
| Ray Anthony     | Dick Culdane    |                  |
| Margaret Hayes  | Mother Veronica | als Maggie Hayes |
| Paul Anka       | Jimmy Parlow    |                  |
| Cathy Crosby    | Singer          |                  |
| Gigi Perreau    | Serafina Garcia |                  |
| Elinor Donahue  | Mary Lee Morgan |                  |
| Gloria Talbott  | Vida            |                  |
| Sheilah Graham  | Sister Grace    |                  |
| James Mitchum   | Charley Boy     |                  |

## Achtergrond
De film speelt sterk in op de vele jaren 50 exploitatiefilms over rebelse tieners.
De film werd bespot in de cultserie Mystery Science Theater 3000. 15 minutan aan beeldmateriaal werd uit de film geknipt voor de MST3K aflevering.